# Pac-In-Time
Pac-In-Time es un videojuego de plataformas creado por la empresa Kalisto Entertainment en 1995 en el que controlas a Pac-Man en cuatro poderes diferentes: bola de fuego, martillo, soga y burbuja. Cada uno de los poderes tiene una habilidad diferente y, utilizándolos en cada situación, tienes que conseguir llegar al cartel de EXIT para pasar el nivel.
El juego fue lanzado para SNES, Game Boy, Macintosh y MS-DOS.